# PWHL 2023/24
Die Saison 2023/24 war die erste Spielzeit der 2023 gegründeten Professional Women’s Hockey League (PWHL), der höchsten Spielklasse im nordamerikanischen Fraueneishockey. Die Saison begann am 18. September 2023 mit dem ersten PWHL Draft, die Trainingslager begannen Mitte November 2023. Das erste Spiel der regulären Saison wurde am 1. Januar 2024 ausgetragen, die Playoffs endeten am 29. Mai 2024 mit dem fünften Finalspiel um den Walter Cup. Diesen sicherten sich das Team PWHL Minnesota in der Finalserie gegen PWHL Boston. Insgesamt nahmen sechs ligaeigene Mannschaften am Spielbetrieb teil.

## Modus und Teilnehmer
| Team           | Standort                | Arena                   | Kapazität | Gegründet | General Manager   | Cheftrainer     | Kapitänin               |
| -------------- | ----------------------- | ----------------------- | --------- | --------- | ----------------- | --------------- | ----------------------- |
| PWHL Boston    | Lowell, Massachusetts   | Tsongas Center          | 6.003     | 2023      | Danielle Marmer   | Courtney Kessel | Hilary Knight           |
| PWHL Minnesota | Saint Paul, Minnesota   | Xcel Energy Center      | 17.954    | 2023      | Natalie Darwitz   | Ken Klee        | Kendall Coyne Schofield |
| PWHL Montréal  | Laval, Québec           | Place Bell              | 10.062    | 2023      | Danièle Sauvageau | Kori Cheverie   | Marie-Philip Poulin     |
| PWHL Montréal  | Montréal, Québec        | Verdun Auditorium       | 4.114     | 2023      | Danièle Sauvageau | Kori Cheverie   | Marie-Philip Poulin     |
| PWHL New York  | Bridgeport, Connecticut | Total Mortgage Arena    | 8.412     | 2023      | Pascal Daoust     | Howie Draper    | Micah Zandee-Hart       |
| PWHL New York  | Elmont                  | UBS Arena               | 17.255    | 2023      | Pascal Daoust     | Howie Draper    | Micah Zandee-Hart       |
| PWHL Ottawa    | Ottawa, Ontario         | TD Place Arena          | 8.500     | 2023      | Michael Hirshfeld | Carla MacLeod   | Brianne Jenner          |
| PWHL Toronto   | Toronto, Ontario        | Mattamy Athletic Centre | 2.539     | 2023      | Gina Kingsbury    | Troy Ryan       | Blayre Turnbull         |
| PWHL Toronto   | Toronto, Ontario        | Coca-Cola Coliseum      | 8.100     | 2023      | Gina Kingsbury    | Troy Ryan       | Blayre Turnbull         |

Die sechs ligaeigenen Mannschaften bestritten während der Hauptrunde jeweils 24 Spiele. Aus der Rangfolge der regulären Saison ergab sich die Setzliste für die sich anschließenden Play-offs. Die erstplatzierte Mannschaft hatte das Recht, sich aus den drei anderen qualifizierten Teams einen Gegner für das Halbfinale auszusuchen. Die weitere Serie bestritten die beiden verbliebenen Mannschaften aus. In den Play-offs trugen die Teams ihre Serien durchgängig im Modus Best-of-Five aus.

## PWHL Draft
Der erste Entry Draft der PWHL fand am 18. September 2023 in Toronto statt. Die Reihenfolge der Wahlrechte der ersten Runde wurde über einen Zufallsgenerator während einer Videokonferenz aller Teams bestimmt. Ab der zweiten Runde wurde die Reihenfolge jeweils umgekehrt. In 15 Runden wurden 90 von 268 berechtigten Spielerinnen ausgewählt. Erster Draftpick war Taylor Heise, verpflichtet von Minnesota.

### Top-6-Picks
| #  | Spielerin         | Position | Nationalität       | PWHL-Team      | College-/University-/Profi-Team    |
| -- | ----------------- | -------- | ------------------ | -------------- | ---------------------------------- |
| 1. | Taylor Heise      | F        | Vereinigte Staaten | PWHL Minnesota | Minnesota Golden Gophers (WCHA)    |
| 2. | Jocelyne Larocque | D        | Kanada             | PWHL Toronto   | Team Adidas (PWHPA)                |
| 3. | Alina Müller      | C        | Schweiz            | PWHL Boston    | Northeastern Huskies (Hockey East) |
| 4. | Ella Shelton      | D        | Kanada             | PWHL New York  | Team Scotiabank (PWHPA)            |
| 5. | Savannah Harmon   | D        | Vereinigte Staaten | PWHL Ottawa    | Team Harvey’s (PWHPA)              |
| 6. | Erin Ambrose      | D        | Kanada             | PWHL Montréal  | Team Sonnet (PWHPA)                |

## Reguläre Saison
In der regulären Saison, die zwischen dem 1. Januar und dem 5. Mai 2024 ausgespielt wurde, sicherten sich Toronto den ersten Platz mit sechs Punkten Vorsprung auf Montréal. Die Teams aus Ottawa und New York verpassten die Playoffs.
| Pl. |           | Sp | S  | OTS | OTN | N  | Tore  | Punkte |
| --- | --------- | -- | -- | --- | --- | -- | ----- | ------ |
| 1.  | Toronto   | 24 | 13 | 4   | 0   | 7  | 69:50 | 47     |
| 2.  | Montréal  | 24 | 10 | 3   | 5   | 6  | 60:57 | 41     |
| 3.  | Boston    | 24 | 8  | 4   | 3   | 9  | 50:57 | 35     |
| 4.  | Minnesota | 24 | 8  | 4   | 3   | 9  | 54:54 | 35     |
| 5.  | Ottawa    | 24 | 8  | 1   | 6   | 9  | 62:63 | 32     |
| 6.  | New York  | 24 | 5  | 4   | 3   | 12 | 53:67 | 26     |

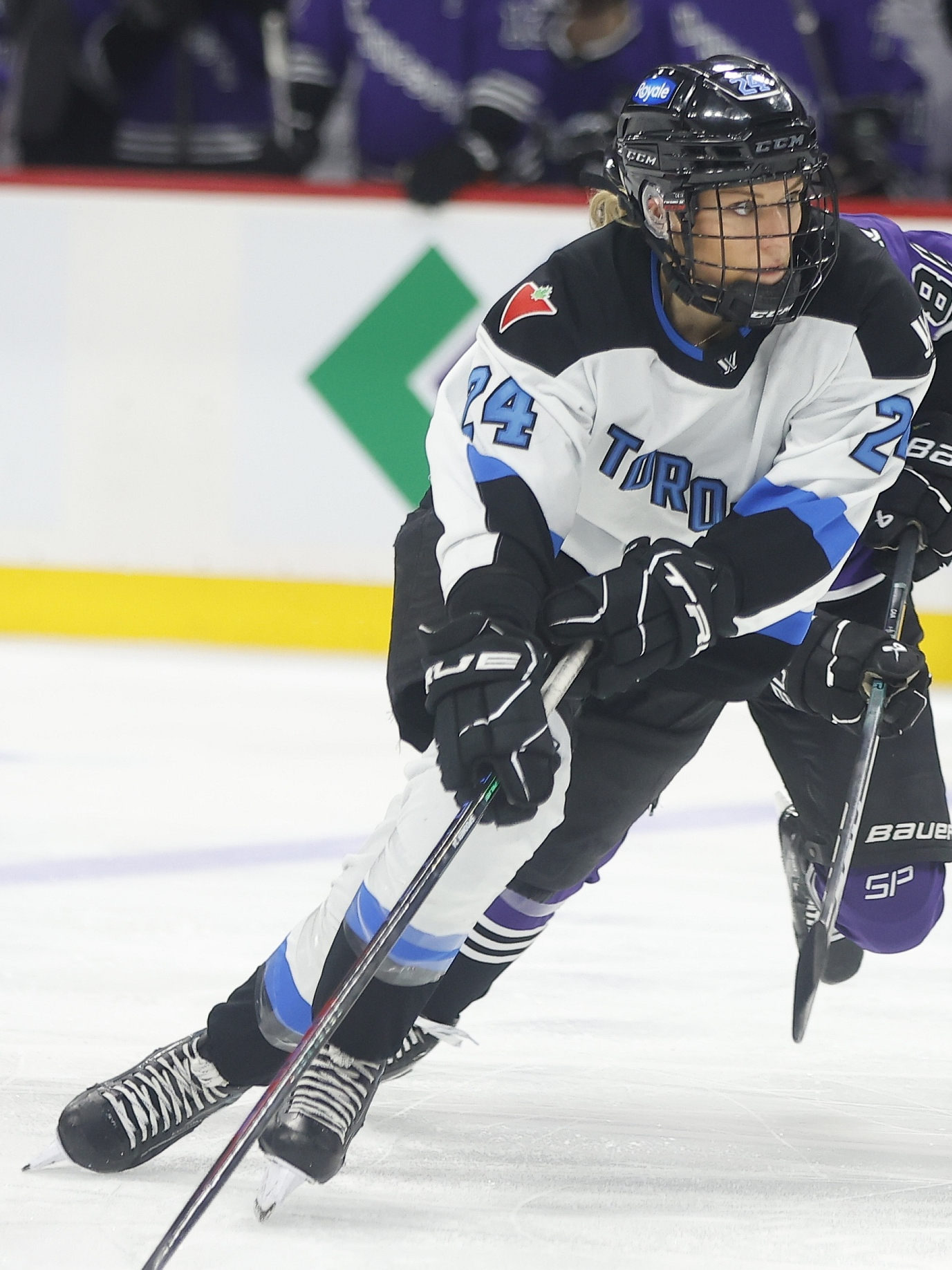
Natalie Spooner war Topscorerin der regulären Saison

Abkürzungen: Sp = Spiele, S = Siege, N = Niederlagen, OTS = Sieg nach Overtime bzw. Shootout, OTN = Niederlage nach Overtime bzw. Shootout

### Beste Scorerinnen
Abkürzungen: Sp = Spiele, T = Tore, V = Assists, Pkt = Punkte, +/− = Plus/Minus, SM = Strafminuten; Fett: Saisonbestwert
| Spielerin           | Team      | Sp | T  | V  | Pkt | +/− | SM |
| ------------------- | --------- | -- | -- | -- | --- | --- | -- |
| Natalie Spooner     | Toronto   | 24 | 20 | 7  | 27  | +11 | 4  |
| Sarah Nurse         | Toronto   | 24 | 11 | 12 | 23  | +6  | 14 |
| Marie-Philip Poulin | Montréal  | 21 | 10 | 13 | 23  | +8  | 14 |
| Alex Carpenter      | New York  | 24 | 8  | 15 | 23  | −8  | 0  |
| Ella Shelton        | New York  | 24 | 7  | 14 | 21  | −6  | 12 |
| Brianne Jenner      | Ottawa    | 24 | 9  | 11 | 20  | +1  | 4  |
| Grace Zumwinkle     | Minnesota | 24 | 11 | 8  | 19  | +6  | 4  |
| Emma Maltais        | Toronto   | 24 | 4  | 15 | 19  | +6  | 16 |
| Laura Stacey        | Montréal  | 23 | 10 | 8  | 18  | +4  | 2  |
| Kateřina Mrázová    | Ottawa    | 23 | 6  | 12 | 18  | −2  | 16 |

### Beste Torhüterinnen

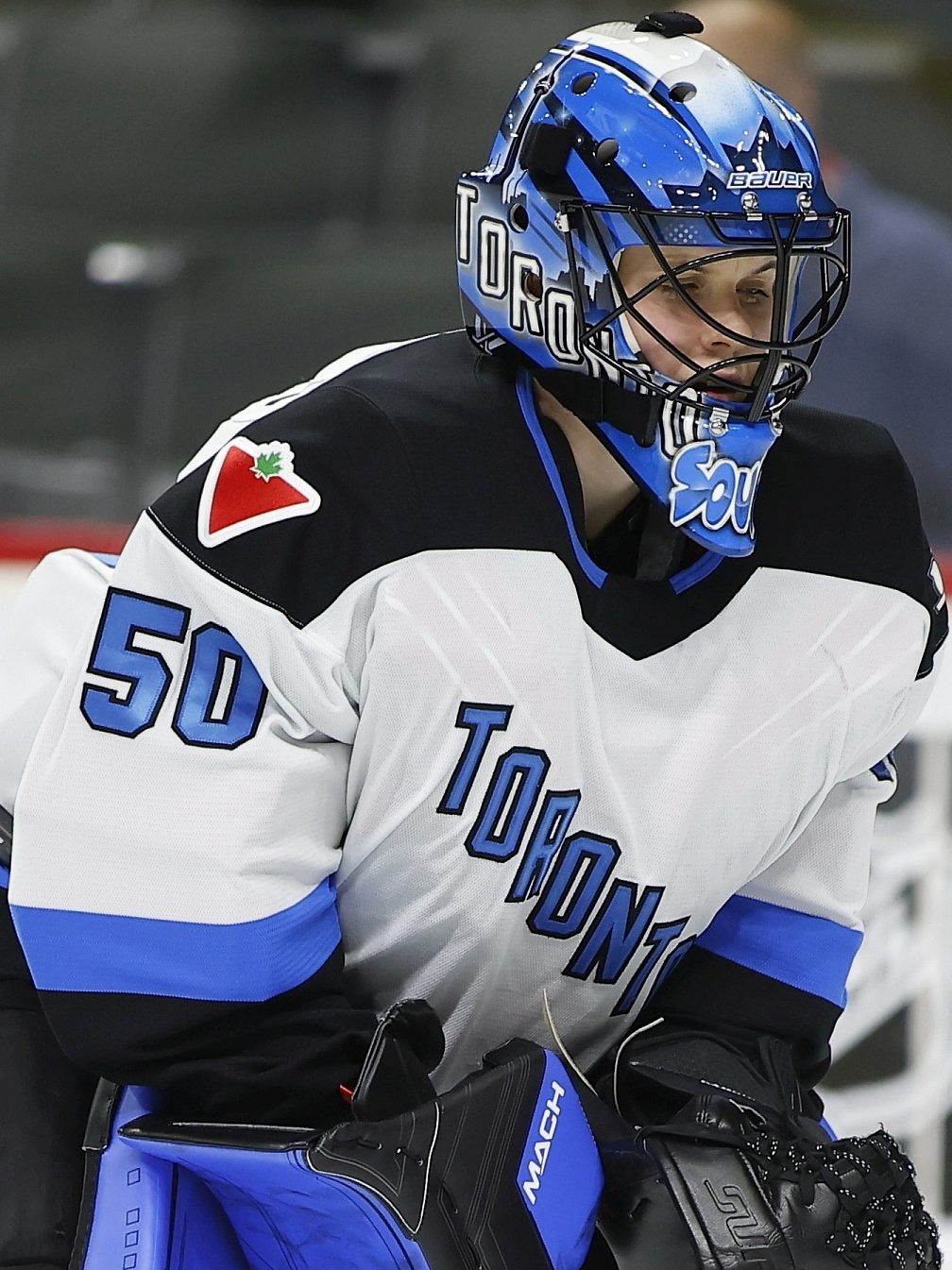
Kristen Campbell gehörte zu den statistisch besten Torhüterinnen

Quelle: PWHL; Abkürzungen: Sp = Spiele, Min = Eiszeit (in Minuten), S0 Siege, N = Niederlagen, OT = Overtime, GT = Gegentore, SO = Shutouts, Sv% = gehaltene Schüsse (in %), GTS = Gegentorschnitt; Fett: Saisonbestwert; Minimum 40 % Eiszeit
| Spielerin           | Mannschaft | Sp | Min     | S  | N | OT | SaT | SVS | Sv%  | GT | GTS  | SO |
| ------------------- | ---------- | -- | ------- | -- | - | -- | --- | --- | ---- | -- | ---- | -- |
| Kristen Campbell    | Toronto    | 22 | 1293:57 | 16 | 6 | 0  | 587 | 544 | 92,7 | 43 | 1,99 | 3  |
| Aerin Frankel       | Boston     | 18 | 1050:52 | 8  | 6 | 2  | 490 | 455 | 92,9 | 35 | 2,00 | 1  |
| Maddie Rooney       | Minnesota  | 10 | 605:34  | 5  | 3 | 2  | 246 | 225 | 91,5 | 21 | 2,08 | 2  |
| Nicole Hensley      | Minnesota  | 14 | 849:22  | 7  | 6 | 1  | 383 | 352 | 91,9 | 31 | 2,19 | 1  |
| Ann-Renée Desbiens  | Montréal   | 16 | 975:33  | 7  | 5 | 2  | 478 | 441 | 92,3 | 37 | 2,28 | 1  |
| Emerance Maschmeyer | Ottawa     | 23 | 1332:07 | 9  | 9 | 4  | 599 | 548 | 91,5 | 51 | 2,30 | 2  |
| Corinne Schroeder   | New York   | 15 | 901:24  | 7  | 7 | 0  | 511 | 475 | 93,0 | 36 | 2,40 | 1  |

### Zuschauer
| Heimmannschaft     | Spiele | Zuschauerschnitt | Zuschauer gesamt |
| ------------------ | ------ | ---------------- | ---------------- |
| Ottawa             | 12     | 7.496            | 89.952           |
| Minnesota          | 12     | 7.138            | 85.660           |
| Montréal           | 11     | 6.881            | 75.686           |
| Toronto            | 12     | 3.912            | 46.948           |
| Boston             | 11     | 3.770            | 41.474           |
| New York           | 12     | 2.496            | 29.952           |
| Neutrale Spielorte | 2      | 11.293           | 22.586           |
| Liga gesamt        | 70     | 5.448            | 392.259          |

Am 16. Februar trug das PWHL-Team Toronto erstmals ein Spiel in der Scotiabank Arena aus. Das ausverkaufte Spiel mit 19.285 Zuschauern stellte einen neuen Zuschauerrekord für professionelle Fraueneishockeyspiele auf, der zuvor mit 18.013 Zusehern während der Eishockey-Weltmeisterschaft der Frauen 2013 gesetzt worden war. Wenige Wochen später, am 20. April 2024 wurde beim Spiel zwischen Montréal und Toronto im Bell Centre mit 21.105 Zuschauern abermals ein neuer Rekord aufgestellt.

## Playoffs
Die Playoffs um den erstmals ausgespielten Walter Cup begannen am 8. Mai 2024 mit den beiden Halbfinalserien. Daraufhin folgte die am 19. Mai beginnende Finalserie, die mit dem Gewinn des Pokals durch PWHL Minnesota endete.
|  | Halbfinale | Halbfinale | Halbfinale |  |  | Finale | Finale    | Finale |
|  |            |            |            |  |  |        |           |        |
|  |            |            |            |  |  |        |           |        |
|  | 1          | Toronto    | 2          |  |  |        |           |        |
|  | 4          | Minnesota  | 3          |  |  |        |           |        |
|  |            |            |            |  |  | 4      | Minnesota | 3      |
|  |            |            |            |  |  | 3      | Boston    | 2      |
|  | 2          | Montréal   | 0          |  |  |        |           |        |
|  | 3          | Boston     | 3          |  |  |        |           |        |
|  |            |            |            |  |  |        |           |        |

### Halbfinale
Toronto – Minnesota
| 8. Mai 2024 19:00 Uhr | Toronto Natalie Spooner (9:47) Emma Maltais (20:55) Blayre Turnbull (35:05) Blayre Turnbull (59:22) | 4:0 (1:0, 2:0, 1:0) Spielbericht | Minnesota | Coca-Cola Coliseum, Toronto Zuschauer: 8.473 |

| 10. Mai 2024 19:00 Uhr | Toronto Jesse Compher (58:35) Hannah Miller (19:50) | 2:0 (0:0, 0:0, 1:0) Spielbericht | Minnesota | Coca-Cola Coliseum, Toronto Zuschauer: 8.581 |

| 13. Mai 2024 19:00 Uhr | Minnesota Maggie Flaherty (22:12) Denisa Křížová (28:39) | 2:0 (0:0, 2:0, 0:0) Spielbericht | Toronto | Xcel Energy Center, Saint Paul Zuschauer: 3.344 |

| 15. Mai 2024 19:00 Uhr | Minnesota Claire Butorac (84:27) | 1:0 n. V. (0:0, 0:0, 0:0, 0:0, 1:0) Spielbericht | Toronto | Xcel Energy Center, Saint Paul Zuschauer: 2.766 |

| 17. Mai 2024 19:00 Uhr | Toronto Rebecca Leslie (28:07) | 1:4 (0:0, 1:1, 0:3) Spielbericht Stand: 2:3 | Minnesota Denisa Křížová (27:29) Taylor Heise (48:30) Sophia Kunin (58:48) Taylor Heise (59:45) | Coca-Cola Coliseum, Toronto Zuschauer: 8.501 |

Montréal – Boston
| 9. Mai 2024 19:00 Uhr | Montréal Kristin O’Neill (21:07) | 1:2 n. V. (0:0, 1:0, 0:1, 0:1) Spielbericht | Boston Lexie Adzija (41:48) Susanna Tapani (74:25) | Place Bell, Laval Zuschauer: 9.135 |

| 11. Mai 2024 19:00 Uhr | Montréal Kristin O’Neill (21:58) | 1:2 n. V. (0:1, 1:0, 0:0, 0:0, 0:0, 0:1) Spielbericht | Boston Amanda Pelkey (6:48) Taylor Wenczkowski (111:44) | Place Bell, Laval Zuschauer: 10.172 |

| 14. Mai 2024 19:00 Uhr | Boston Sophie Shirley (47:06) Amanda Pelkey (56:17) Susanna Tapani (1:02) | 3:2 n. V. (0:1, 0:1, 2:0, 1:0) Spielbericht Stand: 3:0 | Montréal Marie-Philip Poulin (15:39) Maureen Murphy (33:35) | Tsongas Center, Lowell Zuschauer: 2.781 |

### Finale
| 19. Mai 2024 19:00 Uhr | Boston Susanna Tapani (7:08) Taylor Wenczkowski (32:50) Hannah Brandt (35:11) Jess Healey (37:25) | 4:3 (1:1, 3:2, 0:0) Spielbericht | Minnesota Michela Cava (4:38) Taylor Heise (28:04) Taylor Heise (37:10) | Tsongas Center, Lowell Zuschauer: 4.508 |

| 21. Mai 2024 19:00 Uhr | Boston | 0:3 (0:2, 0:0, 0:1) Spielbericht | Minnesota Michela Cava (14:25) Sophie Jaques (16:21) Sophie Jaques (57:31) | Tsongas Center, Lowell Zuschauer: 4.543 |

| 24. Mai 2024 18:00 Uhr | Minnesota Taylor Heise (0:59) Sydney Brodt (17:38) Michela Cava (43:29) Grace Zumwinkle (56:10) | 4:1 (2:0, 0:1, 2:0) Spielbericht | Boston Alina Müller (39:58) | Xcel Energy Center, Saint Paul Zuschauer: 9.054 |

| 26. Mai 2024 17:00 Uhr | Minnesota | 0:1 n. V. (0:0, 0:0, 0:0, 0:0, 0:1) Spielbericht | Boston Alina Müller (98:36) | Xcel Energy Center, Saint Paul Zuschauer: 13.104 |

| 29. Mai 2024 19:00 Uhr | Boston | 0:3 (0:0, 0:1, 0:2) Spielbericht Stand: 2:3 | Minnesota Liz Schepers (26:14) Michela Cava (48:08) Kendall Coyne Schofield (57:54) | Tsongas Center, Lowell Zuschauer: 6.309 |

### Walter-Cup-Sieger

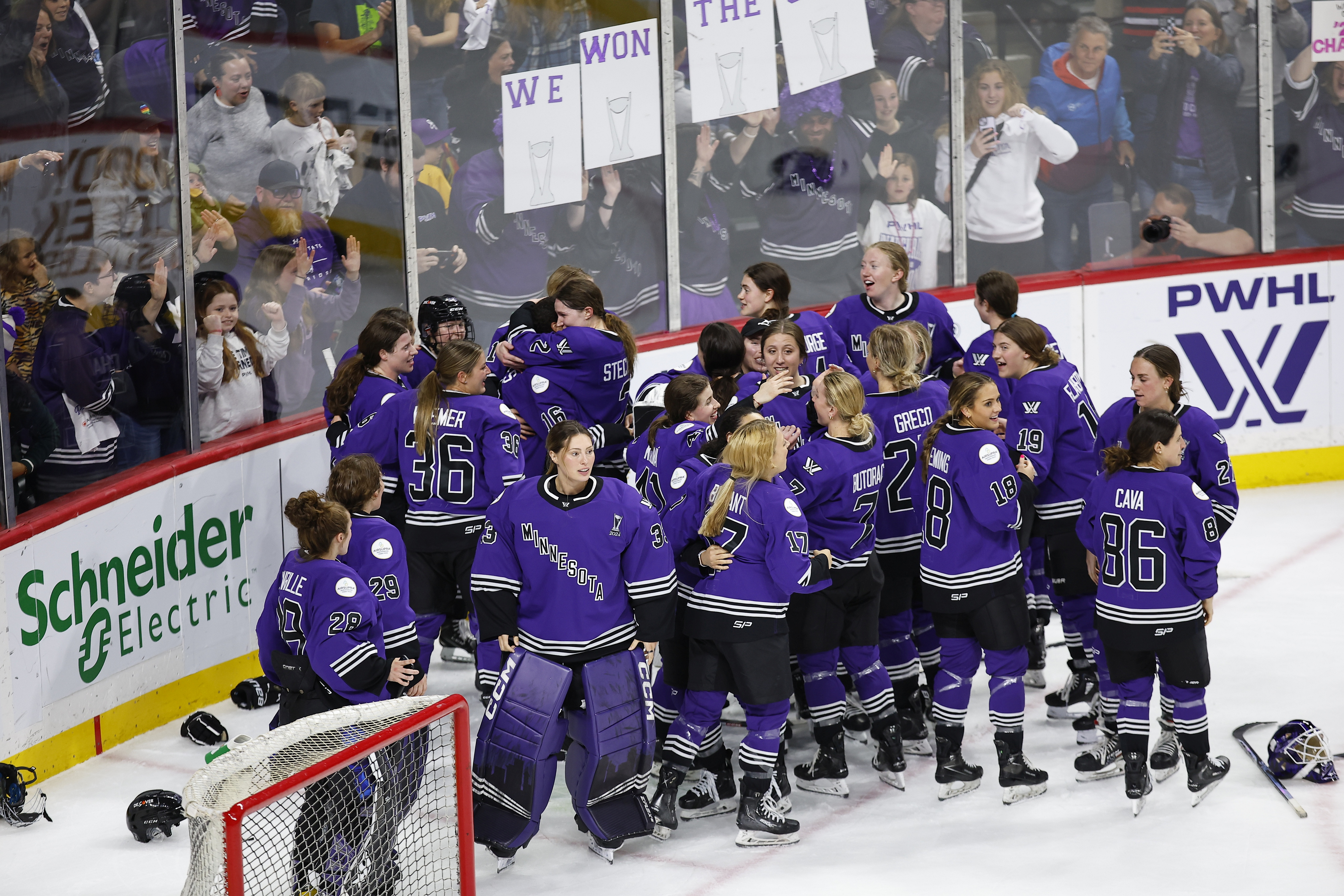
Minnesotas Jubel nach dem vierten Finalspiel

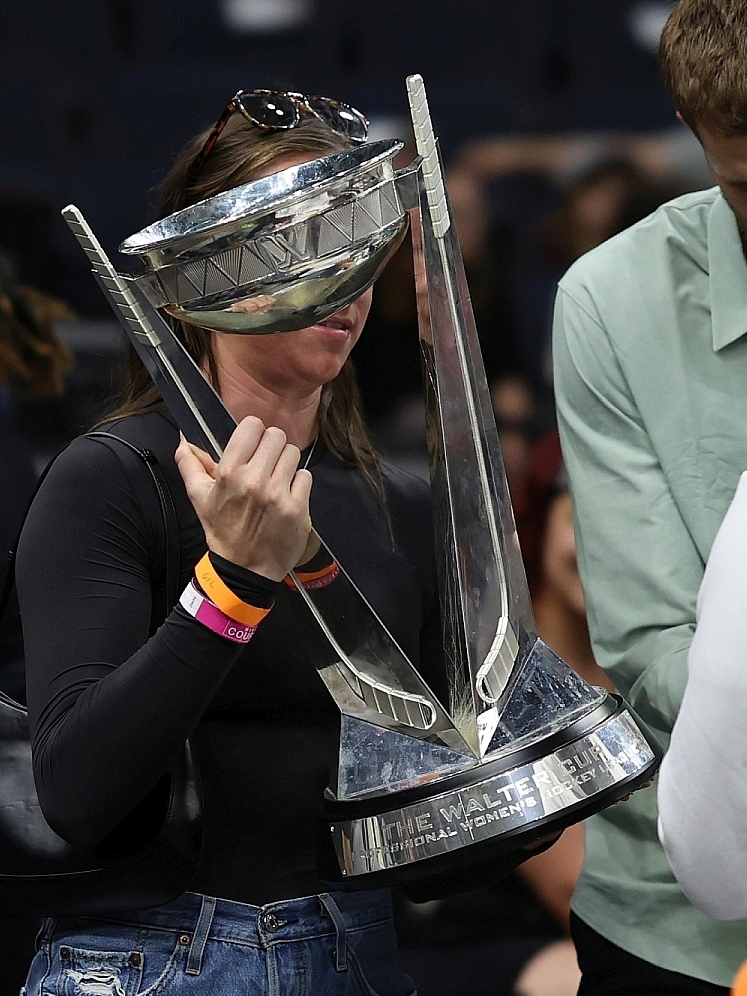
Der Walter Cup, Meisterschafts-Trophäe der PWHL

| Walter-Cup-Sieger: PWHL Minnesota | Torhüterinnen: Nicole Hensley, Maddie Rooney Verteidigerinnen: Natalie Buchbinder, Mellissa Channell, Maggie Flaherty, Emma Greco, Sophie Jaques, Dominique Kremer, Lee Stecklein Angreiferinnen: Abigail Boreen, Sydney Brodt, Brooke Bryant, Claire Butorac, Michela Cava, Kendall Coyne Schofield, Clair DeGeorge, Brittyn Fleming, Taylor Heise, Denisa Křížová, Sophia Kunin, Kelly Pannek, Liz Schepers, Grace Zumwinkle Trainerstab: Ken Klee, Jake Bobrowski, Mira Jalosuo |

### Beste Scorerinnen
Quelle: thepwhl.com;Abkürzungen: Sp = Spiele, T = Tore, V = Assists, Pkt = Punkte, +/− = Plus/Minus, SM = Strafminuten; Fett: Playoffbestwert
| Spielerin               | Mannschaft | Sp | T | V | Pkt | +/− | SM |
| ----------------------- | ---------- | -- | - | - | --- | --- | -- |
| Taylor Heise            | Minnesota  | 10 | 5 | 3 | 8   | +6  | 2  |
| Michela Cava            | Minnesota  | 10 | 4 | 4 | 8   | +6  | 4  |
| Sophie Jaques           | Minnesota  | 10 | 2 | 3 | 5   | +6  | 2  |
| Liz Schepers            | Minnesota  | 10 | 1 | 4 | 5   | +2  | 2  |
| Mellissa Channell       | Minnesota  | 10 | 0 | 5 | 5   | +6  | 2  |
| Susanna Tapani          | Boston     | 8  | 3 | 1 | 4   | ±0  | 2  |
| Kendall Coyne Schofield | Minnesota  | 10 | 1 | 3 | 4   | +6  | 0  |
| Megan Keller            | Boston     | 8  | 0 | 4 | 4   | +2  | 10 |
| Alina Müller            | Boston     | 8  | 2 | 1 | 3   | +1  | 0  |
| Amanda Pelkey           | Boston     | 8  | 2 | 1 | 3   | ±0  | 0  |

### Beste Torhüterinnen
Quelle: PWHL; Abkürzungen: Sp = Spiele, Min = Eiszeit (in Minuten), S0 Siege, N = Niederlagen, GT = Gegentore, SO = Shutouts, Sv% = gehaltene Schüsse (in %), GTS = Gegentorschnitt; Fett: Bestwert
| Spielerin          | Mannschaft | Sp | Min    | S | N | GT | SO | Sv%  | GTS  |
| ------------------ | ---------- | -- | ------ | - | - | -- | -- | ---- | ---- |
| Kristen Campbell   | Toronto    | 5  | 321:03 | 2 | 3 | 5  | 2  | 96,2 | 0,93 |
| Nicole Hensley     | Minnesota  | 5  | 338:29 | 3 | 1 | 6  | 2  | 94,5 | 1,06 |
| Maddie Rooney      | Minnesota  | 5  | 322:12 | 3 | 2 | 6  | 2  | 94,8 | 1,12 |
| Aerin Frankel      | Boston     | 8  | 580:80 | 5 | 3 | 14 | 1  | 95,3 | 1,45 |
| Ann-Renée Desbiens | Montréal   | 3  | 247:11 | 0 | 3 | 7  | 0  | 9,31 | 1,70 |

## Auszeichnungen

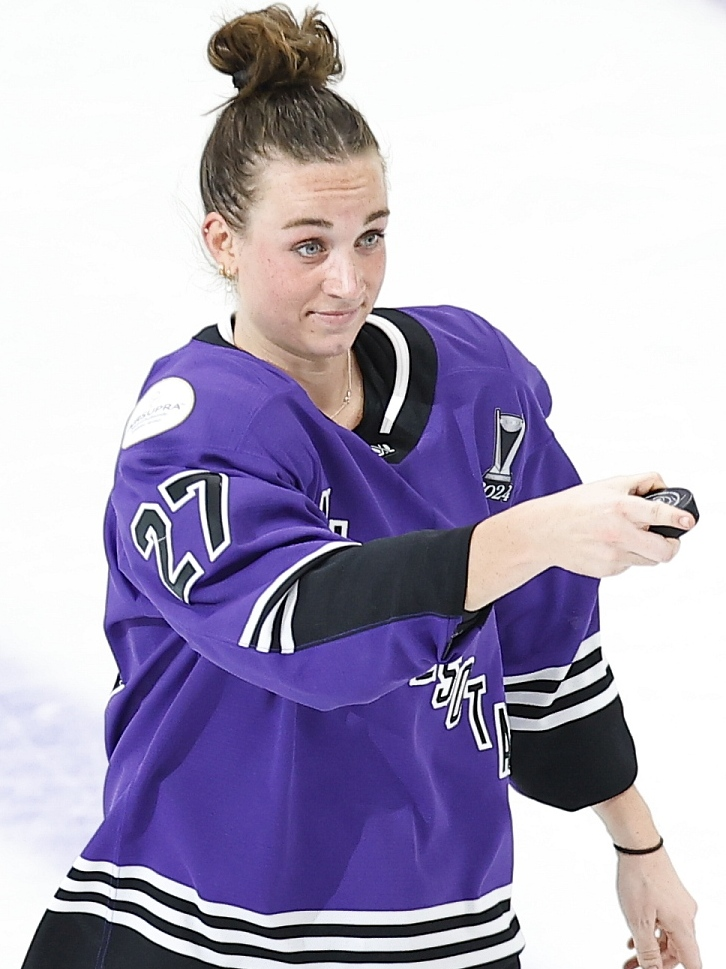
Taylor Heise gewann den Ilana Kloss Playoff MVP Award

- Walter Cup – PWHL Minnesota[11]

### Individuelle Auszeichnungen
| Auszeichnung                                                       | Spielerin                   |
| ------------------------------------------------------------------ | --------------------------- |
| Billie Jean King MVP Award Most Valuable Player der Regular Season | Natalie Spooner (Toronto)   |
| Ilana Kloss Playoff MVP Award Most Valuable Player der Playoffs    | Taylor Heise (Minnesota)    |
| Forward of the Year                                                | Natalie Spooner (Toronto)   |
| Defender of the Year                                               | Erin Ambrose (Montréal)     |
| Goaltender of the Year                                             | Kristen Campbell (Toronto)  |
| Rookie of the Year                                                 | Grace Zumwinkle (Minnesota) |
| Coach of the Year                                                  | Troy Ryan (Toronto)         |
| Hockey for All Award Gesellschafts-Engagement                      | Maureen Murphy (Montréal)   |

### All-Star-Teams
| Position | First Team                     | Second Team                 | All-Rookie Team             |
| -------- | ------------------------------ | --------------------------- | --------------------------- |
| Angriff  | Alex Carpenter (New York)      | Brianne Jenner (Ottawa)     | Emma Maltais (Toronto)      |
| Angriff  | Marie-Philip Poulin (Montréal) | Sarah Nurse (Toronto)       | Alina Müller (Boston)       |
| Angriff  | Natalie Spooner (Toronto)      | Grace Zumwinkle (Minnesota) | Grace Zumwinkle (Minnesota) |
| Abwehr   | Erin Ambrose (Montréal)        | Renata Fast (Toronto)       | Ashton Bell (Ottawa)        |
| Abwehr   | Ella Shelton (New York)        | Megan Keller (Boston)       | Sophie Jaques (Minnesota)   |
| Tor      | Kristen Campbell (Toronto)     | Aerin Frankel (Boston)      | Emma Söderberg (Boston)     |